# Världsmästerskapen i alpin skidsport 2023
Världsmästerskapen i alpin skidsport 2023 var den 47:e upplagan av världsmästerskapen i alpin skidsport och arrangerades den 5 till 19 februari 2023 i Courchevel och Méribel i Frankrike.

## Medaljöversikt och resultat

### Damer
| Tävling           | Guld                        | Guld     | Silver                    | Silver   | Brons                                             | Brons    |
| ----------------- | --------------------------- | -------- | ------------------------- | -------- | ------------------------------------------------- | -------- |
| Störtlopp         | Jasmine Flury Schweiz       | 1.28,03  | Nina Ortlieb Österrike    | +0,04    | Corinne Suter Schweiz                             | +0,12    |
| Super-G           | Marta Bassino Italien       | 1.28,06  | Mikaela Shiffrin USA      | +0,11    | Cornelia Hütter ÖsterrikeKajsa Vickhoff Lie Norge | +0,33    |
| Storslalom        | Mikaela Shiffrin USA        | 2.07,13  | Federica Brignone Italien | +0,12    | Ragnhild Mowinckel Norge                          | +0,22    |
| Slalom            | Laurence St-Germain Kanada  | 1.43,15  | Mikaela Shiffrin USA      | +0,57    | Lena Dürr Tyskland                                | +0,69    |
| Alpin kombination | Federica Brignone Italien   | 1.57,47  | Wendy Holdener Schweiz    | +1.62    | Ricarda Haaser Österrike                          | +2.26    |
| Parallell         | Maria Therese Tviberg Norge | 46.02 bF | Wendy Holdener Schweiz    | 46.69 bF | Thea Louise Stjernesund Norge                     | 46.73 sF |

### Herrar
| Tävling           | Guld                        | Guld     | Silver                        | Silver   | Brons                       | Brons    |
| ----------------- | --------------------------- | -------- | ----------------------------- | -------- | --------------------------- | -------- |
| Störtlopp         | Marco Odermatt Schweiz      | 1.47,05  | Aleksander Aamodt Kilde Norge | +0,48    | Cameron Alexander Kanada    | +0,89    |
| Super-G           | James Crawford Kanada       | 1.07,22  | Aleksander Aamodt Kilde Norge | +0,01    | Alexis Pinturault Frankrike | +0,26    |
| Storslalom        | Marco Odermatt Schweiz      | 2:34,08  | Loïc Meillard Schweiz         | +0,32    | Marco Schwarz Österrike     | +0,40    |
| Slalom            | Henrik Kristoffersen Norge  | 1.39,50  | AJ Ginnis Grekland            | +0,20    | Alex Vinatzer Italien       | +0,38    |
| Alpin kombination | Alexis Pinturault Frankrike | 1.53,31  | Marco Schwarz Österrike       | +0,10    | Raphael Haaser Österrike    | +0,44    |
| Parallell         | Alexander Schmid Tyskland   | 44,43 bF | Dominik Raschner Österrike    | 45,34 bF | Timon Haugan Norge          | 44.79 sF |

### Mixad lagtävling
| Tävling   | Guld                                                                               | Guld   | Silver | Silver | Brons                                                          | Brons   |
| --------- | ---------------------------------------------------------------------------------- | ------ | --- | ------ | -------------------------------------------------------------- | ------- |
| Parallell | USA Tommy Ford Katie Hensien Paula Moltzan Nina O'Brien River Radamus Luke Winters | 3-2 bF | Norge Timon Haugan Kristin Lysdahl Leif Kristian Nestvold-Haugen Alexander Steen Olsen Thea Louise Stjernesund Maria Therese Tviberg | 2-3 bF | Kanada Valerie Grenier Erik Read Jeffrey Read Britt Richardson | *2-2 sF |

## Medaljliga
| Pl.                   | Nation                | Guld | Silver | Brons | Totalt |
| --------------------- | --------------------- | ---- | ------ | ----- | ------ |
| 1                     | Schweiz               | 3    | 3      | 1     | 7      |
| 2                     | Norge                 | 2    | 3      | 4     | 9      |
| 3                     | Italien               | 2    | 1      | 1     | 4      |
| 4                     | USA                   | 2    | 2      | 0     | 0      |
| 5                     | Kanada                | 2    | 0      | 2     | 4      |
| 6                     | Frankrike             | 1    | 0      | 1     | 2      |
| 6                     | Tyskland              | 1    | 0      | 1     | 2      |
| 8                     | Österrike             | 0    | 3      | 4     | 7      |
| 9                     | Grekland              | 0    | 1      | 0     | 1      |
| Totalt antal medaljer | Totalt antal medaljer | 13   | 13     | 14    | 40     |